# Реник, Рут

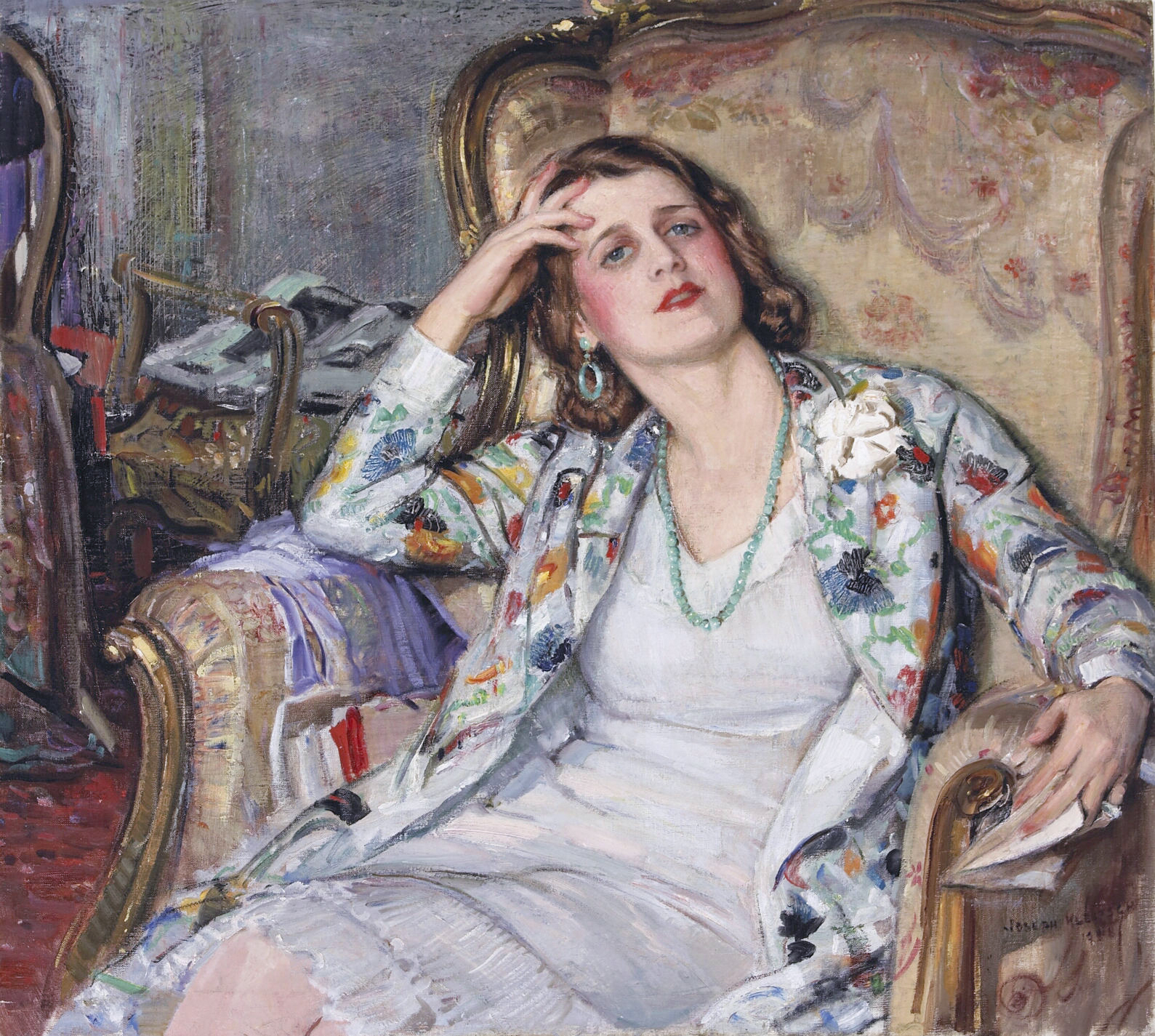
Портрет актрисы работы Джозефа Клайча

Рут Реник (англ. Ruth Renick, урождённая Ruth Griffin; 1893—1984) — американская актриса.

## Биография
Родилась 23 сентября 1893 года в городе Колорадо-Сити, штат Техас.
Впервые снялась в немом кино в 1919 году. Последнюю роль исполнила в фильме Change of Heart (1938).
Умерла 7 мая 1984 года в Голливуде, Калифорния. Была кремирована и похоронена в колумбарии кладбища Hollywood Forever Cemetery.

## Фильмография
Избранная, на английском языке:
- 1919 — Hawthorne of the U.S.A. − Kate Ballard
- 1920 — The Mollycoddle − Virginia Hale
- 1920 — Conrad in Quest of His Youth − Tattie
- 1920 — She Couldn’t Help It − She Couldn’t Help It
- 1921 — Bar Nothing − Bess Lynne
- 1921 — What’s a Wife Worth? − Rose Kendall
- 1921 — Children of the Night − Sylvia Ensor
- 1921 — The Jucklins − Millie Lundsford
- 1921 — The Witching Hour − Viola Campbell
- 1922 — The Men of Zanzibar − Polly Adair
- 1922 — The Fire Bride − Lois Markham
- 1924 — Conductor 1492 − Edna Brown
- 1929 — Ask Dad − Grace Wilson
- 1932 — Cannonball Express − Mary Logan
- 1932 — 45 Calibre Echo − Saloon Girl
- 1936 — Fury − Sally Humphries